# Federação de Futebol da União Soviética
A Federação de Futebol da União Soviética era a entidade máxima do futebol soviético. Deixou de existir em 1992.